# ヒューストン (重巡洋艦)
ヒューストン (USS Houston, CL/CA-30) は、アメリカ海軍の重巡洋艦（一等巡洋艦）。ノーザンプトン級重巡洋艦の5番艦。艦名はテキサス州ヒューストンに因み、その名を持つ艦としては2隻目。
艦隊旗艦設備を有し、アジア艦隊旗艦（テイラー司令長官、フレッチャー参謀長）として日本を訪問、テイラーとヒューストン艦長が昭和天皇に拝謁したこともある。またルーズベルト大統領が度々乗艦したので、「大統領のヨット」という渾名もあった。
極東配備時に太平洋戦争へ突入、フィリピンからオランダ領東インドに脱出した（比島作戦）。1942年2月にはジャワ沖海戦やスラバヤ沖海戦に参加。3月1日、日本軍の蘭印侵攻にともなって生起したバタビア沖海戦で沈没した。捕虜になった生存者は泰緬鉄道の建設作業を強制された（失われた大隊）。

## 艦歴
「ヒューストン」は条約型巡洋艦として、バージニア州ニューポート・ニューズのニューポート・ニューズ造船所で建造された。1928年5月1日、起工。1929年9月7日にエリザベス・ホルコム（当時のヒューストン市長オスカー・ホルコムの娘）によって進水し、1930年6月17日に CL-30 （軽巡洋艦）として艦長J. B. ゲイ大佐の指揮下で就役する。1931年7月1日に CA-30 （重巡洋艦）へ艦種変更された。日本海軍の1万トン級巡洋艦（妙高型）に魚雷兵装では劣るが、充実した航空兵装を持つ。
大西洋での公試後、「ヒューストン」は1930年10月に帰還した。その後、艦名の由来となったテキサス州ヒューストンを訪問し、ハンプトン・ローズで艦隊と合流する。1931年1月10日にニューヨークに向けて出航し、パナマ運河、ハワイを経由し2月22日にマニラに到着した。アジア艦隊の旗艦となり、翌年に向けて極東での訓練活動に従事した。この時点でのアジア艦隊司令長官はモントゴメリー・M・テイラー大将、参謀長はフランク・J・フレッチャー大佐であった。

### 太平洋で
1932年に第一次上海事変が生じると、「ヒューストン」は2月3日にアメリカ人の生命および財産を保護するため上海に向かい、海兵隊および海軍陸戦隊を上陸させ事態の安定化を支援する。1933年1月、ウィリアム・バグレー艦長が着任した。3月にフィリピン、5月に日本へ親善訪問を行っている。6月2日から9日まで横浜港に寄港し、各種歓迎を受ける。
横浜停泊中の6月5日、テイラーとバグレーはジョセフ・グルー駐日米国大使同伴のもとで皇居に赴き、昭和天皇に謁見した。
6月10日から14日まで神戸港に滞在した。同年8月、フレッチャーは、海軍作戦部へ栄転した。
11月17日、姉妹艦「オーガスタ (USS Augusta, CA-31) 」とアジア太平洋艦隊旗艦の任を交代する。「ヒューストン」は11月20日横浜港に入港、24日に出発した。その後は偵察艦隊に合流するためサンフランシスコに向かい、続いて太平洋で艦隊演習および訓練に従事した。
第二次世界大戦が始まるまでの間、「ヒューストン」はしばしば特別の巡航を行った。1934年7月1日にルーズベルト大統領がメリーランド州アナポリスで乗艦し、カリブ海、オレゴン州ポートランドを経由してハワイまで12,000海里の航海を行った。その巡航にはヘンリー・L・ルーズベルト海軍次官補も乗艦した。1935年5月15日に帰還した。
アラスカ海域での短い巡航の後に、「ヒューストン」はシアトルに帰還し1935年10月3日に再び大統領を乗艦させる。大統領一行は休暇のためセロス島、マグダレナ湾、ココ島、サウスカロライナ州チャールストンを巡航した。1937年5月28日にサンフランシスコのゴールデンゲートブリッジ落成記念式典に参加した。1938年7月14日には観閲式に参加するルーズベルト大統領を乗せサンフランシスコを訪れている。
「ヒューストン」は1938年9月19日に艦隊旗艦となり、クロード・C・ブロック少将が座乗した。旗艦任務は12月28日まで継続し、その後偵察艦隊に復帰した。通常の訓練演習任務に就いた「ヒューストン」は1939年1月4日に演習「Fleet Problem XX」に参加しサンフランシスコからノーフォーク、キーウェストまで巡航を行う。キーウェストでは大統領と海軍作戦部長のウィリアム・リーヒ提督が乗艦し、演習を視察した。4月7日にテキサス州ヒューストンに到着、続いてシアトルに向かい5月30日に到着した。
オーバーホールと整調後、「ヒューストン」はハワイ分遣隊の旗艦に指定され、1939年12月7日に真珠湾に到着した。1940年2月17日にメア・アイランドに帰還した。再びハワイに戻り、11月3日にフィリピンに向けて出航したが、世界情勢は悪化の途をたどっていた。11月19日にマニラに到着、アジア艦隊司令官トーマス・C・ハート提督の旗艦となる。

### 第二次世界大戦
1941年中期を過ぎると戦争への危機が高まり、ハート提督は艦隊に戦闘準備を宣言した。だがアジア艦隊の最大戦力は重巡1隻（ヒューストン）で、他には旧式の軽巡「マーブルヘッド (USS Marblehead, CL-12) 」、アジア艦隊に徴用された新鋭の軽巡「ボイシ (USS Boise, CL-47) 」、四本煙突の旧式駆逐艦13隻、潜水艦29隻に過ぎなかった。
真珠湾攻撃が行われた12月7日（日本時間12月8日）の夜、ハート提督の命令によりウィリアム・A・グラスフォード少将は巡洋艦2隻（ヒューストン、ボイシ）と護衛駆逐艦を率いてフィリピン中部のパナイ島からオーストラリアのダーウィンに向けて出航し、バリクパパンとスラバヤ経由で同年12月28日に到着した。偵察任務後、「ヒューストン」は米英蘭豪 (ABDA) 艦隊に合流する
ヒューストンは1942年2月4日のジャワ沖海戦に、オランダ海軍のカレル・ドールマン少将指揮下の艦隊の一部として参加した。ABDA艦隊はバリクパパンに向かう日本軍の上陸船団攻撃に出撃したものであったが、日本軍基地航空隊（一式陸上攻撃機、九六式陸上攻撃機）の攻撃を受ける。「ヒューストン」は鹿屋空の一式陸攻が投下した250キロ爆弾の直撃を受け、後部の三番砲塔が稼働不能となった。また、「マーブルヘッド」が60キロ爆弾多数を被弾して大破、ドールマン少将は日本軍輸送船団の攻撃をあきらめて反転した。
「ヒューストン」は2月5日にチラチャップに到着する。2月10日までそこにとどまり、それからオーストラリア大陸のダーウィンへ向かった。2月15日、ヒューストンは駆逐艦「ピアリー (USS Peary, DD-226)」、オーストラリアのスループ「スワン (HMAS Swan)」「ワレゴ(HMAS Warrego) 」とともにアメリカ陸軍輸送船「メイグス(USAT Meigs) 」、貨物船「マウナ・ロア(SS Mauna Loa) 」「ポートマー(SS Portmar) 」、オーストラリア船「ツラギ(MV Tulagi) 」を護衛してティモールへ向け出発した。同日、船団は日本の飛行艇の追跡と爆撃を受けたが被害はなかった。この日は索敵を行なった日本軍東港空の大艇のうちの1機がティモール海で巡洋艦1隻、駆逐艦3隻、輸送船4隻を発見後行方不明となっている。翌日、日本軍機による攻撃を受け、至近弾で「メイグス」「マウナ・ロア」が損傷した。この日は日本軍は東港空の大艇10機と一空の陸攻35機による攻撃を行っていて、輸送船3隻を大破させたとしている。この後船団はダーウィンに引き返し、2月18日に到着した。

### スラバヤ沖海戦
1942年2月中旬、ABDA海軍部隊の指揮官はハート提督（アメリカ海軍）からコンラッド・ヘルフリッヒ中将（オランダ海軍）に交代した。日本軍はジャワ島占領を目的として陸軍の上陸船団部隊を派遣する。その報を受けたドールマン少将（旗艦「デ・ロイテル」）は上陸を阻止するため、オランダ軽巡「デ・ロイテル (HNLMS De Ruyter) 」「ジャワ (HNLMS Java) 」、「ヒューストン」、オーストラリア軽巡「パース (HMAS Perth, D29) 」、イギリス重巡「エクセター (HMS Exeter, 68) 」、および英駆逐艦3隻、和蘭駆逐艦3隻、米駆逐艦5隻の多国籍艦隊を率い、2月26日に出撃する。2月27日夕刻、多国籍艦隊は日本軍輸送船団を護衛していた第五戦隊司令官・高木武雄少将が指揮する妙高型重巡洋艦2隻（那智、羽黒）と、二つの水雷戦隊（二水戦、四水戦）に遭遇した（スラバヤ沖海戦）。
米英蘭豪連合艦隊（ABDA艦隊）は奮戦したものの、航空援護の不足、多国籍艦隊ゆえの訓練不足という弱点を抱えていた。両艦隊は夕方に遭遇し、17時45分に軽巡「神通」（二水戦司令官・田中頼三少将）が砲撃を開始した。両軍は砲撃戦を開始し、18時38分、「エクセター」に妙高型重巡の8インチ砲弾が命中、その混乱で陣形が乱れる。英駆逐艦「エレクトラ (HMS Electra, H27) 」は「エクセター」を援護する間に四水戦麾下の第9駆逐隊と交戦、やがて沈没した。18時45分には蘭駆逐艦「コーテニアー (Hr.Ms. Kortenaer) 」に魚雷が命中して轟沈、多国籍艦隊は戦場を離脱した。
両軍は夜戦に入り、22時55分に英駆逐艦「ジュピター (HMS Jupiter, F85) 」が触雷し沈没した。その後、駆逐艦「エンカウンター (HMS Encounter, H10) 」は「コーテニアー」の生存者救助に当たり、「エクセター」と駆逐艦4隻はスラバヤへ退避した。護衛の駆逐艦が無くなったドールマン少将の艦隊は、日本軍のジャワ侵攻阻止のため巡洋艦4隻（デ・ロイテル、ジャワ、パース、ヒューストン）を率いて北へ向かう。
翌2月28日の0時33分に艦隊は再び日本艦隊と遭遇した。約20分の砲戦に続いて重巡「那智」と「羽黒」が酸素魚雷を発射、「デ・ロイテル」と「ジャワ」に命中して両艦は沈没した。ドールマン少将は「デ・ロイテル」と運命を共にしたが、沈没前に「パース」と「ヒューストン」に退却を命じていた。

### バタビア沖海戦

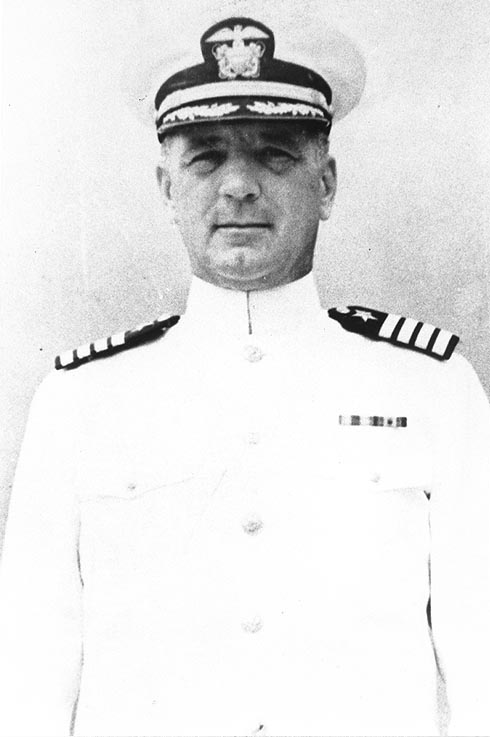
アルバート・ルックス大佐

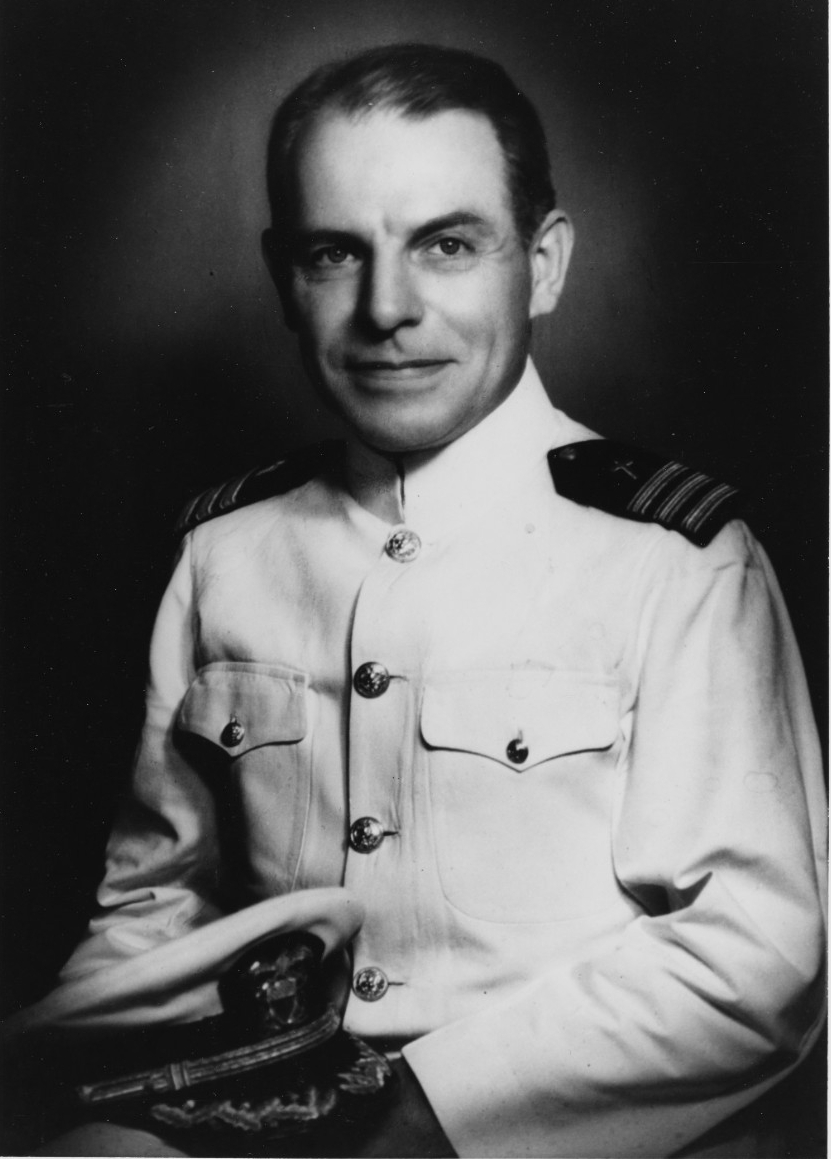
ジョージ・レンツ中佐

2月28日正午過ぎ、「パース」と「ヒューストン」はバタヴィアのタンジョン・プリオク港に入港した。パース艦長ヘクター・ウォーラー大佐が指揮する2隻（パース、ヒューストン）とオランダ海軍駆逐艦「エヴァーツェン (Hr.Ms. Evertsen) 」はジャワ島西部とスマトラ島に位置するスンダ海峡を通過してインド洋への脱出を敢行する。
だが翌日未明にバンタム湾で日本軍輸送船団（第16軍）を発見し、攻撃を決意する。「パース」と「ヒューストン」は日本軍輸送船団の方向に接近していったが、この時点で警戒にあたっていた駆逐艦「吹雪」（第11駆逐隊）に発見されており、吹雪から発射された9本の魚雷に続き、第五水雷戦隊（司令官・原顕三郎少将）、第七戦隊の最上型重巡洋艦との戦闘が始まる。両艦は多くの魚雷攻撃を受ける。
両艦は第16軍司令官・今村均陸軍中将の旗艦であった特殊揚陸艦「神州丸」を撃沈し、他にも輸送船3隻を撃沈したとされる。日本の駆逐艦隊はスンダ海峡を封鎖し、2隻の巡洋艦は湾に閉じこめられることとなった。「ヒューストン」と「パース」は崎山釈夫大佐（「三隈」艦長）が指揮する第七戦隊第2小隊（三隈、最上）および駆逐艦「敷波」との砲雷撃戦となる。「パース」は23時36分に攻撃を受け、砲撃と雷撃を受けた後約1時間で沈没した。その後、「ヒューストン」は雷撃により航行不能となるまで単独で戦うこととなる。
この夜戦で、「パース」と「ヒューストン」は駆逐艦「白雪」や「春風」に命中弾を与えて若干の損害を与えた。だが「パース」は先に沈没し、「ヒューストン」は機関室に被弾して蒸気は艦内に噴出した。3本の魚雷が命中し、そのうちの1本は主砲の動きを事実上止めた。アルバート・ルックス艦長は0時30分の直撃弾により戦死した。浮いていた「ヒューストン」ではあったが、2時に駆逐艦「敷波」からの止めの魚雷が命中した。このとき副砲等が沈黙していなかったので「ヒューストン」に対してサーチライトを照射して機銃射撃を行った。数分後に「ヒューストン」は横転、沈没した。1,061名の乗組員の内368名が生き残り、捕虜となった。ヒューストンの生存者の殆どはタイ・ビルマ国境地帯において泰緬鉄道の建設に従事させられ、過酷な環境に因り79名（約20％）が死亡した。

### その後
「ヒューストン」の運命はほぼ9ヶ月間不明のままであった。その真相が明らかになったのは生存者が捕虜収容所から解放された後のことであった。ルックス艦長はその英雄的行動により名誉勲章を受章した。従軍牧師であったジョージ・S・レンツは海軍十字章を受章した。彼は第二次世界大戦で海軍十字章を受章した唯一の従軍牧師であった。
「ヒューストン」の乗組員はオーストラリア、メルボルンの戦没者慰霊塔で「パース」乗組員と並んで祀られている。また、ヒューストン市民は「ヒューストン」の艦名を甦らせるべく建艦債券の応募に殺到し、大勢のヒューストンの若者が海軍に志願した。クリーブランド級軽巡洋艦「ヒューストン (USS Houston, CL-81) 」は先代を讃えるべく、もともとヴィックスバーグ (Vicksbourg) の艦名で建造されていた艦を改名して就役した。
「ヒューストン」は第二次世界大戦の戦功で2個の従軍星章および殊勲部隊章を受章した。
映画『戦場にかける橋』のシアーズ中佐は「ヒューストン」に乗艦していたという設定であった。